# Euryestola antennalis
Euryestola antennalis là một loài bọ cánh cứng trong họ Cerambycidae.